# テンヨー
株式会社テンヨーは、日本の東京都江東区に本社をおく玩具メーカーである。マジック用品が主力商品であり、他にもパズル玩具やジグソーパズル、パーティーグッズなどを扱っている。
社名は、創業者の父である奇術師の松旭斎天洋に由来する。
初代引田天功がここから育っている。

## 歴史
前身の「天洋奇術研究所」は、1953年に設立された。
1960年4月に「株式会社天洋奇術研究所」が設立される。1962年に「株式会社天洋」、1970年に「株式会社テンヨー」と商号を変更して現在にいたる。

## 主な商品
奇術研究所が前身であるため、商品の多くが奇術（手品）用具である。主な商品に「マジックテイメント」シリーズ、「ターベルコース・イン・マジック（書籍）」日本語版などがある。
奇術用具の他にはプラパズル等のパズルや、奇術と同じ原理を使った「コインが消える貯金箱」などの不思議グッズなどがある。他にジグソーパズルも有名である。普通のものの他に、ギネスブックに認定された世界最小のパズルや、自分の顔写真を携帯カメラで撮影したものがジグソーパズルになるジガゾーパズルなどがある。

## クリエイター
- 近藤博
- 菅原茂
- 鈴木徹
- 下村知行
- 小宮賢一
- 熊澤隆行
- 佐藤総
- 田中大貴